# Сельское поселение Староганькино
Сельское поселение Староганькино — муниципальное образование в Похвистневском районе Самарской области.
Административный центр — село Староганькино.

## Административное устройство
В состав сельского поселения Староганькино входят:
- посёлок Илингино,
- посёлок Калиновка,
- посёлок Малоганькино,
- посёлок Нестеровка,
- посёлок Сирмабусь,
- село Староганькино,
- село Стюхино.